# Бриджерс, Фиби
Фиби Люсил Бриджерс (англ. Phoebe Lucille Bridgers, род. 17 августа 1994 года) — американская инди-фолк-рок певица, автор-исполнитель. В ее инди-фолк музыке обычно используется акустическая гитара и электронное звучание, а лирические темы меланхоличны. Она получила четыре премии «Грэмми» из одиннадцати номинаций на Грэмми-2021 и Грэмми-2024, включая победы в категориях Лучший альтернативный альбом и Лучшая рок-песня.
В 2017 году она выпустила свой дебютный сольный альбом Stranger in the Alps, за которым последовал Punisher (2020), получивший признание критиков. Она также является членом супергруппы boygenius (трио вместе с Жюльен Бейкер и Люси Дакус) и была участницей Better Oblivion Community Center с Конором Оберстом из Bright Eyes.
Она часто сотрудничает с различными исполнителями, включая Тейлор Свифт, Мэтти Хили из The 1975, Muna, SZA, Кид Кади, Кристиана Ли Хатсона, Shame и The National. Бриджерс придерживается прогрессистских политических взглядов, выступает за различные цели и собирает средства на их осуществление.

## Биография
Фиби Люсиль Бриджерс родилась 17 августа 1994 года в Пасадине (округ Лос-Анджелес, Калифорния). Её отец занимался строительством декораций для кино и телевидения, а мать сменила разные работы. У Бриджерс есть младший брат Джексон. Когда ей было девятнадцать, её родители развелись, до этого, по словам Фиби, отец дошёл до «азбучного домашнего насилия». В детстве она зарабатывала деньги, выступая на фермерском рынке в Пасадене. В 13 лет Бриджерс начала брать уроки игры на гитаре. В 2009 году она была принята в Школу искусств округа Лос-Анджелес на программу джазового вокала, но это направление не было ей интересно; с 2012 года она начала играть на бас-гитаре в лос-анджелесской арт-панк-группе Sloppy Jane, возглавляемой харизматичной певицей Хейли Даль.

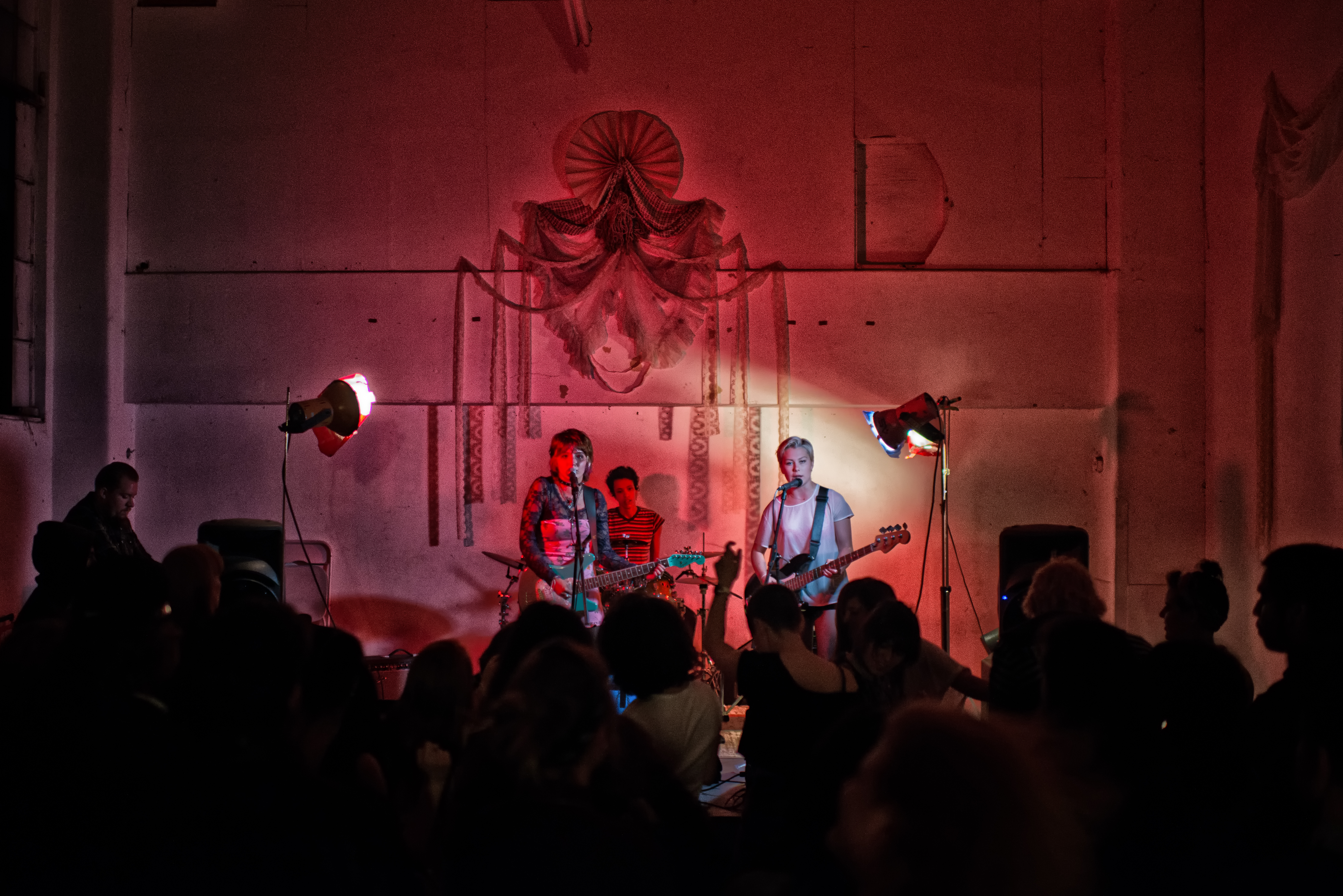
Бриджерс (справа) в составе группы Sloppy Jane (2013).

После школы Фиби не пошла в колледж, а сделала музыку своим основным занятием; в 2014 году выступление Sloppy Jane привлекло внимание знакомого агента по кастингу, и Бриджерс получила роль в рекламе Apple. Вскоре она зарабатывала на жизнь съёмками в рекламных роликах. В 2015 году она выпустила на лейбле Райана Адамса PAX AM мини-альбом Killer, а в следующем году в качестве разогревающего артиста отправилась в тур с Жюльен Бейкер. В начале 2017 года Бриджерс гастролировала в Европе с Конором Оберстом, открывала некоторые концерты американских туров The Joy Formidable и Райана Адамса и отыграла на фестивале South by Southwest. Вместе с продюсером Тони Берг, с которой Бриджерс была знакома с 2014 года, она записала дебютный альбом Stranger in the Alps. Оберст записал вокал для песни «Would You Rather?», а его напарник по группе Bright Eyes Майк Мождис занимался сведением; все они стали друзьями Бриджерс и сотрудничали с ней и на следующих записях. Уже после того, как альбом был записан, Бриджерс приступила к поискам лейбла, готового его выпустить, и в итоге подписала контракт с независимым лейблом Dead Oceans, на котором Stranger in the Alps вышел 22 сентября 2017 года. Stranger in the Alps был благосклонно принят критиками. Сэм Содомски (Pitchfork) писал: «В Stranger in the Alps собраны песни об интимном, фиксирующие, как наши отношения влияют на то, как мы видим себя и взаимодействуем с другими. Суть сочинительства Бриджерс проясняется в мелких деталях — обычном обмене репликами, песне, играющей в долгой автомобильной поездке, тех моментах, которые мы проживанием в своей голове, вернувшись домой». После выхода сингла «Funeral», описывающего опыт переживания смерти близкого друга от передозировки, автор-исполнитель Джон Мейер провозгласил «пришествие колосса».

### 2018—2019: Boygenius и Better Oblivion Community Center
В августе 2018 года Бриджерс, Бейкер и Люси Дакус выпустили три сингла, записанные их супергруппой Boygenius, и объявили о запланированных на ноябрь совместном туре и мини-альбоме Boygenius. Мини-альбом получил высокие оценки музыкальных критиков.
В январе 2019 года Бриджерс и Оберст практически без предварительных анонсов выпустили альбом Better Oblivion Community Center под маркой одноимённой группы. К альбому прилагались буклет и номер «горячей линии» вымышленного социального учреждения; сам альбом был встречен положительно, критики отмечали фолк-роковое звучание, вокальные гармонии дуэта исполнителей и тексты, сочетающие личную, интроспективную лирику Бриджерс и более политизированную — Оберста. Весной они провели американский и европейский тур.

### 2020—2022:Punisher
26 февраля 2020 года Бриджерс выпустила песню «Garden Song» — первую сольную запись после Stranger in the Alps. Одновременно с песней вышел клип на неё, снятый младшим братом Фиби Джексоном. 3 апреля вышла совместная песня Бриджерс и группы the 1975 «Jesus Christ 2005 God Bless America» с альбома the 1975 Notes on a Conditional Form; всего для вышедшего 22 мая альбоме Бриджерс записала вокал в четырёх песнях. Бриджерс должна была поехать с ними в тур, который был отменён из-за пандемии COVID-2019. 18 июня на Dead Oceans вышел второй сольный альбом Бриджерс Punisher, над которым она работала с перерывами с лета 2018 года до осени 2019 года. Punisher собрал восторженную прессу: его рейтинг на агрегаторе Metacritic составляет 90 из 100, многие издания включили его в топ альбомов по итогам 2020 года. Песню «Graceland Too» Линдсей Золадз в рецензии для The New York Times выделила как наглядную иллюстрацию творческого метода Бриджерс: «вплетение маленьких, конкретных, привязанных ко времени деталей (химтрейлы, серотонин, солёный крекер) в долговечный многосюжетный гобелен чувства». Для этой песни и для закрывающей альбом «I Know The End» дополнительные партии вокала записали Жюльен Бейкер и Люси Дакус. Во время той же сессии Бриджерс поучаствовала в записи песен для их альбомов (соответственно, Little Oblivions и Home Video, оба вышли позже — в 2021 году). Параллельно с работой над своим альбомом Бриджерс впервые продюсировала альбом другого музыканта — Beginners автора-исполнителя Кристиана Ли Хатсона, который сотрудничал с разными проектами Бриджерс с 2017 года. На 63-й церемонии премии «Грэмми» 14 марта 2021 года Бриджерс попала в четыре номинации (лучшее рок-исполнение и лучшая рок-песня для песни «Kyoto», лучший альтернативный альбом для Punisher и лучший новый исполнитель), но проиграла во всех.
Осенью 2021 года Бриджерс начала постпандемийный тур, при этом по эпидемиологическим соображениям выступления, первоначально заявленные на крытых площадках, были перенесены на открытые, а там, где это позволяло законодательство, условием допуска была прививка от COVID-19. В ноябре она появилась на перезаписанном альбоме Тейлор Свифт Red (Taylor’s Version) в песне «Nothing New». Эта песня попала на 43 место в Billboard Hot 100, что стало лучшим результатом Бриджерс в чартах. Весну и лето 2022 года Бриджерс продолжила концертами в Америке и Европе, которые включали выступления на Коачелле в апреле и на Гластонбери в июне.

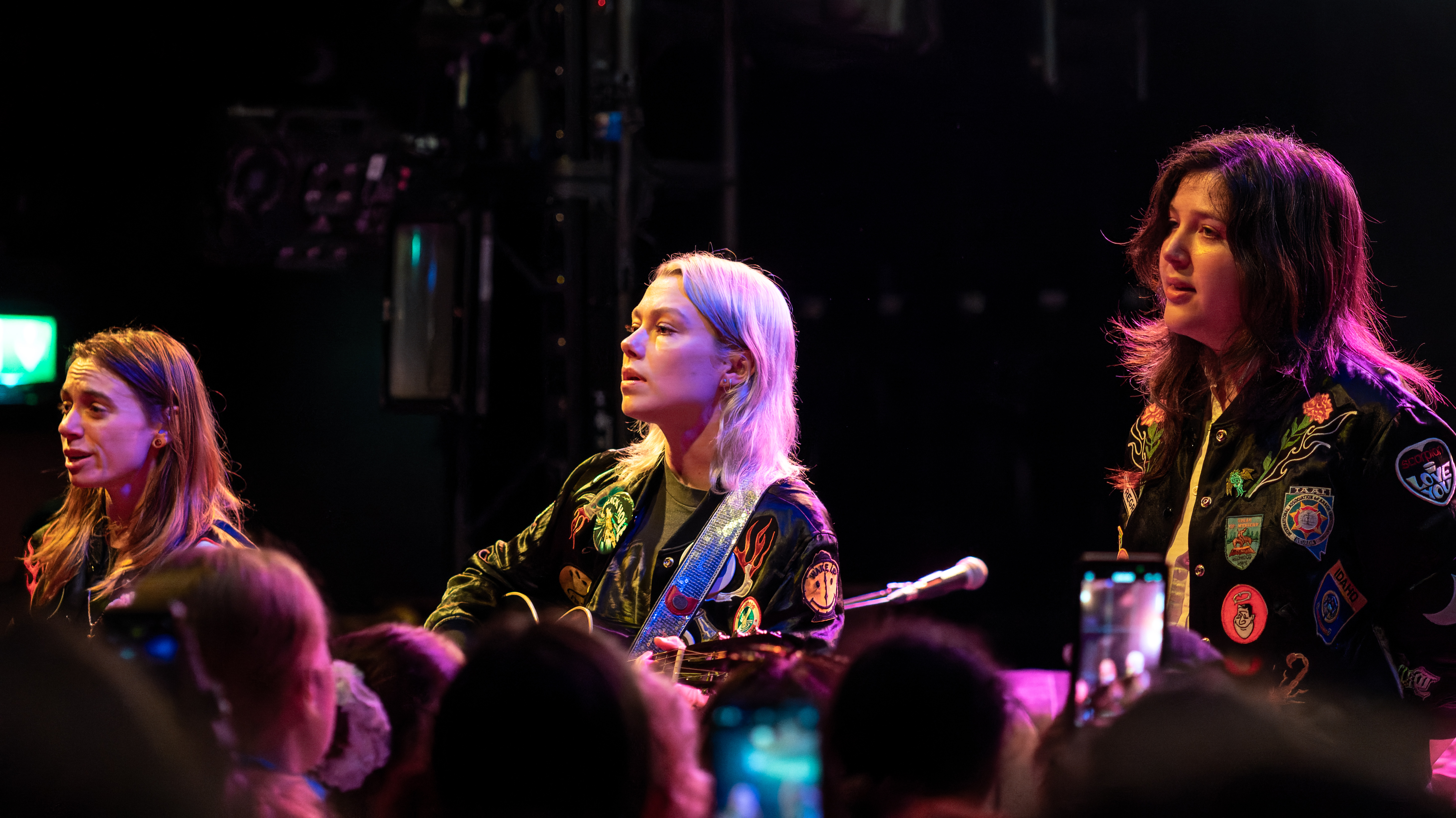
Boygenius (слева направо: Жюльен Бейкер, Фиби Бриджерс, Люси Дакус) в Кингстоне-апон-Темс, 2023 год.

15 апреля 2022 года Бриджерс выпустила песню «Sidelines», которая прозвучала в ирландском телесериале «Разговоры с друзьями», экранизации одноименного романа Салли Руни на канале стримингового сервиса Hulu. 8 июля того же года она выпустила кавер на сингл 1972 года «Goodbye to Love» группы The Carpenters для саундтрека фильма «Миньоны: Грювитация», а 12 июля было объявлено о ее участии в песне «Stonecatcher» на дебютном сольном альбоме Маркуса Мамфорда «Self-Titled». В августе 2022 года было объявлено, что Бриджерс снимется в фильме ужасов «Я видел свечение телевизора», снятом компанией A24 под руководством Джейн Шёнбрун и спродюсированном Эммой Стоун и Дейвом Маккери. Бриджерс была анонсировна в качестве открывающей группы на нескольких концертах американского этапа тура Тейлор Свифт «The Eras Tour». 18 ноября 2022 года она сделала кавер на песню The Handsome Family «So Much Wine» в рамках своей традиции выпускать кавер на праздники, а выручку от сингла направила в пользу ЛГБТ-центра Лос-Анджелеса. В песне приняли участие Эндрю Берд, органист Итан Груска, гитарист Харрисон Уитфорд и тогдашний партнер Бриджерс, актер Пол Мескал. 9 декабря 2022 года Бриджерс появилась на треке «Ghost in the Machine» с певицей SZA, вошедшем в ее второй альбом SOS. Этот трек принес ей первую премию «Грэмми» в номинации «Лучшее исполнение дуэтом или группой». В том же месяце она выступила на двух концертах американского музыканта-инструменталиста и композитора Дэнни Эльфмана в рамках саундтрека «Кошмар перед Рождеством», исполнив роль Салли.

### 2023 — настоящее время:The Record
В январе 2023 года Boygenius воссоединились и анонсировали свой дебютный альбом The Record, который вышел 31 марта на Interscope Records, и выпустили синглы «$20», «True Blue» и «Emily I’m Sorry». Альбом дебютировал на 4-й позиции в Billboard 200. В феврале 2023 года Бриджерс исполнила песню «Adderall» английской пост-панк группы и коллеги по лейблу Dead Oceans — Shame, третий сингл с их третьего альбома Food for Worms. Она приняла участие в треках «This Isn’t Helping» и «Your Mind Is Not Your Friend» с альбома First Two Pages of Frankenstein группы The National, вышедшего 28 апреля 2023 года. Она также снялась в клипе на последнюю песню, режиссером которого выступил ее брат Джексон Бриджерс. Она также выступала вместе с Тейлор Свифт в мае 2023 года в Нью-Джерси. 28 мая 2023 года Бриджерс выпустила сингл «Waiting Room» на Bandcamp, а все вырученные средства передала в фонд Music Will. Бриджерс снова сотрудничала с The National, исполнив заглавную песню их альбома Laugh Track, выпущенного 18 сентября 2023 года. 1 февраля 2024 года на секретном шоу в Лос-Анджелесе Boygenius объявили, что уходят на перерыв. Они заявили, что «уходят в обозримое будущее». На 66-й ежегодной церемонии вручения премии «Грэмми» она стала самой награждаемой, получив три награды за работу с Boygenius и одну — за сотрудничество с SZA («Лучшее поп-исполнение дуэтом или группой» за «Ghost in the Machine»). После «Грэмми» Бриджерс сообщила, что планирует отойти от дел и взять перерыв до конца 2024 года.

## Творчество
Музыку Фиби Бриджерс пресса обычно классифицирует как инди-рок или инди-фолк. Её песни автобиографичны («Kyoto» посвящена сложным взаимоотношениям с отцом, «Motion Sickness» и «I See You» — завершившимся романам) и наполнены очень конкретными деталями быта и отсылками к реалиям поп-культуры. Райан Лис (Stereogum) называет тексты Бриджерс на Punisher «язвительными, уморительными, откровенными, терапевтическими, в один момент переходящими от бесстрашной честности к насмешливому панчлайну». Сама исполнительница говорила, что если её дебютный альбом Stranger in the Alps был о травме, то Punisher — о том, что даже когда у неё есть та жизнь, о которой она мечтала, и поддерживающие друзья, инструменты, которые она использовала в прошлом, чтобы преодолевать травматические события, теперь мешают полноценно наслаждаться жизнью.
По словам Бриджерс, на неё оказала огромное влияние музыка автора-исполнителя Эллиотта Смита, которую она открыла для себя в подростковом возрасте через несколько лет после его смерти. О воображаемом разговоре с ним рассказывает заглавная песня с альбома Punisher. Кроме этого Бриджерс росла на калифорнийской контркультурной музыке 1960-х и эмо, включая Bright Eyes, с лидером которой Конором Оберстом она позже вместе записывалась.
Бриджерс известна многочисленными и успешными примерами сотрудничества с другими артистами. У неё были совместные проекты с другими музыкантами (группа Boygenius с Жюльен Бейкер и Люси Дакус и группа Better Oblivion Community Center с Оберстом), а отдельные песни она записывала со множеством музыкантов, включая Тейлор Свифт, The National, The 1975, Фиону Эппл, Лорд и Джексона Брауна.

## Активизм
Бриджерс — публичная сторонница прогрессивистских идей, движений за репродуктивные права и права трансгендерных людей. В октября 2020 года она выступила на благотворительном фестивале, сборы от которого были направлены в пользу Planned Parenthood. Накануне президентских выборов 2020 года Бриджерс твитнула, что если Трамп проиграет, то она запишет кавер на песню Goo Goo Dolls «Iris». Когда это произошло, она сделала запись дуэтом с Мэгги Роджерс и выложила её для скачивания на 24 часа, а доходы пожертвовала организации Стейси Абрамс Fair Fight Action, сыгравшей важную роль в регистрации избирателей-демократов на выборах в Джорджии. Давая концерты в штатах, в которых принимались законы, направленные на ограничение доступа к абортам или ограничение прав трансгендерных людей, Бриджерс многократно высказывалась по этим вопросам со сцены. В июне 2023 года, протестуя против попыток законодательно запретить дрэг-шоу в штате Теннесси, Boygenius провели концерт в Нашвилле в дрэг-образах.
В мае 2022 года, после утечки проекта решения Верховный суд США по делу Dobbs v. Jackson Women's Health Organization, которым отменялся предшествующий прецедент и штатам разрешалось ограничивать право на аборт, Бриджерс сообщила, что сделала аборт в октябре предыдущего года и считает, что все имеют право на это.

## Личная жизнь
В 2014 году Бриджерс, которой тогда было двадцать лет, вступила в кратковременные отношения с тридцатидевятилетним музыкантом Райаном Адамсом. В 2019 году Бриджерс и шесть других женщин в расследовании The New York Times обвинили Адамса в психологическом насилии и манипулировании карьерными возможностями молодых исполнительниц. Об отношениях с Адамсом рассказывает песня «Motion Sickness». Позже партнёром Бриджерс был её студийный и концертный ударник Маршалл Вор. Песня «I See You» с альбома Punisher написана ими совместно об их расставании. Они остались друзьями и продолжают работать вместе. В 2020—2022 годах Бриджерс встречалась с ирландским актёром Полом Мескалом. Бриджерс идентифицирует себя как бисексуалку.
С восьми лет у Бриджерсов жил чёрный мопс Макс, о котором написана песня Boygenius «Me & My Dog». После смерти Макса в 2019 году Бриджерс завела новую собаку той же породы, Максин.

## Дискография

### Сольные альбомы
- Stranger in the Alps (2017)
- Punisher (2020)

### Better Oblivion Community Center
- Better Oblivion Community Center (2019)

### Boygenius
- The Record (2023)

## Награды и номинации
| Год  | Ассоциация            | Категория                                              | Номинант                                          | Результат | Ссылка               |
| ---- | --------------------- | ------------------------------------------------------ | ------------------------------------------------- | --------- | -------------------- |
| 2018 | AIM Awards            | Независимый альбом года                                | Stranger in the Alps                              | Номинация | [ 75 ]               |
| 2018 | AIM Awards            | Независимая песня года                                 | «Motion Sickness»                                 | Номинация | [ 75 ]               |
| 2018 | AIM Awards            | Независимый прорыв года                                | Фиби Бриджерс                                     | Победа    | [ 75 ]               |
| 2018 | Libera Awards         | Лучший американский альбом в жанре roots music и фолка | Stranger in the Alps                              | Номинация | [ 76 ]               |
| 2019 | AIM Awards            | Лучший независимый альбом                              | Better Oblivion Community Center                  | Номинация | [ 77 ]               |
| 2020 | Libera Awards         | Лучшая маркетинговая кампания                          | Better Oblivion Community Center                  | Номинация | [ 78 ]               |
| 2021 | «Грэмми»              | Лучший новый исполнитель                               | Фиби Бриджерс                                     | Номинация | [ 79 ]               |
| 2021 | «Грэмми»              | Лучший альтернативный альбом                           | Punisher                                          | Номинация | [ 79 ]               |
| 2021 | «Грэмми»              | Лучшее рок-исполнение                                  | «Kyoto»                                           | Номинация | [ 79 ]               |
| 2021 | «Грэмми»              | Лучшая рок-песня                                       | «Kyoto»                                           | Номинация | [ 79 ]               |
| 2021 | UK Music Video Awards | Лучшее иностранное альтернативное видео                | «I Know the End»                                  | Номинация | [ 80 ]               |
| 2021 | GLAAD Media Awards    | Выдающийся новый артист                                | Punisher                                          | Номинация | [ 81 ]               |
| 2021 | Libera Awards         | Запись года                                            | Punisher                                          | Победа    | [ 82 ] [ 83 ] [ 84 ] |
| 2021 | Libera Awards         | Лучшая запись в жанре альтернативного рока             | Punisher                                          | Победа    | [ 82 ] [ 83 ] [ 84 ] |
| 2021 | Libera Awards         | Лучшая маркетинговая кампания                          | Punisher                                          | Номинация | [ 82 ] [ 83 ] [ 84 ] |
| 2021 | Libera Awards         | Видео года                                             | «Savior Complex»                                  | Номинация | [ 82 ] [ 83 ] [ 84 ] |
| 2021 | Libera Awards         | Лучшее концертное исполнение                           | Фиби Бриджерс                                     | Победа    | [ 82 ] [ 83 ] [ 84 ] |
| 2021 | AIM Awards            | Лучший независимый альбом                              | Punisher                                          | Номинация | [ 85 ]               |
| 2022 | Libera Awards         | Лучшее использование музыки в медиа                    | «I Know the End» в 6-м эпизоде «Мейр из Исттауна» | Победа    | [ 86 ]               |
| 2023 | Libera Awards         | Лучшее концертное исполнение                           | Гластонберри-2022                                 | Номинация | [ 87 ]               |
| 2024 | «Грэмми»              | Альбом года                                            | The Record                                        | Номинация | [ 88 ]               |
| 2024 | «Грэмми»              | Лучший альтернативный альбом                           | The Record                                        | Победа    | [ 88 ]               |
| 2024 | «Грэмми»              | Лучшая запись года                                     | «Not Strong Enough»                               | Номинация | [ 88 ]               |
| 2024 | «Грэмми»              | Лучшая рок-песня                                       | «Not Strong Enough»                               | Победа    | [ 88 ]               |
| 2024 | «Грэмми»              | Лучшее рок-исполнение                                  | «Not Strong Enough»                               | Победа    | [ 88 ]               |
| 2024 | «Грэмми»              | Лучшее исполнение альтернативной музыки                | «Cool About It»                                   | Номинация | [ 88 ]               |
| 2024 | «Грэмми»              | Лучшее поп-исполнение дуэтом или группой               | «Ghost in the Machine» (с SZA)                    | Победа    | [ 88 ]               |

1. 1 2 3  Номинирована как член группы boygenius.